# Juin 1847

## Événements
- À Bruxelles, Sous l’égide de Karl Marx, la Ligue des justes (organisation de l’émigration allemande fondée en 1836) prend le nom de Ligue des communistes.

- 1er juin : premier congrès communiste à Londres.

- 2 juin, France : Alexis de Tocqueville rapporte le projet de colonisation militaire de Bugeaud, il conclut négativement.

- 3 juin, France : dans La Presse, le 12 mai, Girardin ayant dénoncé avec violence la corruption ministérielle, la Chambre des pairs décide de le faire comparaître.

- 4 juin, France : Gobineau commence la publication de Nicolas Belavoir en feuilleton dans L'Union monarchique.

- 5 juin : Bugeaud quitte définitivement l'Algérie.

- 8 juin : la journée de travail des enfants de 13 à 18 ans et celle des femmes est limitée à 10 heures au Royaume-Uni[1].

- 10 juin, France : le gouvernement retire le projet de loi de colonisation militaire de l'Algérie.

- 12 juin, France :
  - Mort de Ballanche, grand ami de Madame Récamier.
  - Victor Hugo fait inscrire à l'ordre du jour de la Chambre des pairs la discussion sur l'abrogation de la loi d'exil pour les Bonaparte (la pétition est du roi Jérôme).

- 14 juin, France : à la Chambre des pairs, discours de Victor Hugo « sur la famille Bonaparte ».

- 21 juin, France : pour le premier anniversaire de la mort de Claire Pradier, Victor Hugo se rend à la messe à Saint-Mandé. Il avait la veille dîné chez la princesse Mathilde (fille du roi Jérôme).

- 22 juin, France : comparution de Girardin devant la Chambre des pairs. Acquitté par 134 voix sur 199. Victor Hugo parle en faveur de Girardin.

- 24 juin : arrivée des mormons, partis de l’Illinois (1846) dans l'Utah, sous la conduite de Brigham Young successeur du fondateur du mouvement Joseph Smith et création de Salt Lake City.

- 25 juin, France : la Chambre des pairs met en accusation Teste, Cubières, Parmentier, Pellapra dans l'affaire de la saline de Gouhenans.

- 26 juin, France : Honoré de Balzac fait d’Ewelina Hańska sa légataire universelle.

- 27 juin, France : plusieurs morts à Mulhouse, la troupe ayant ouvert le feu sur les émeutiers.

- 28 juin, France : arrêté préfectoral ordonnant le renouvellement complet du numérotage de toutes les propriétés sises sur les voies publiques. L'opération débute le 1er juillet et s'achève en janvier 1851. Des plaques en porcelaine émaillée, avec des chiffres blancs sur fond bleu, sont scellées sur les façades. Cette réglementation subsiste jusqu'en 1939.

- 29 juin : la convention de Gramido met fin à la Patuleia au Portugal. Les septembristes (Sà da Bandeira, José Passos…) ne parviennent pas, au bout de six mois de guerre civile, à soulever Lisbonne et à imposer la reconnaissance des juntes qui s’étaient mises en place dans le reste du pays.

## Naissances
- 29 juin : Charles Gide, économiste français.

## Décès
- 11 juin : John Franklin (né en 1786), explorateur britannique.
- 12 juin : Pierre-Simon Ballanche, écrivain et philosophe français (° 4 août 1776).